# Мужичок с моста
Мужичок с моста (нем. Brückemännchen) — это каменная скульптура на Рейнском мосту, перекинутом через Рейн в 1898 году и соединившем левобережный Бонн с находившимся на правом берегу городом Бойель (ныне также часть Бонна). Изображает согнувшегося крестьянина, демонстрирующего в сторону правого берега обнажённые ягодицы.

## История
При возведении моста жители Бонна и Бойеля не смогли договориться о его точном местоположении. В итоге мост был построен так, как хотели жители Бонна, то есть крайне неудобно для жителей Бойеля (на правом берегу он упирался в место на окраине городка, к которому не было подъездных путей). Бойель отказался внести свою часть оплаты за возведение моста. После этого на мосту появилась скульптура, выражающая отношение жителей Бонна к сложившейся ситуации. Жители Бойеля через некоторое время всё же внесли свою плату, а в ответ мужичку установили свою статью — Бабу с моста (нем. Brückenweibchen), собирающуюся запустить в мужичка башмаком.
Статуя находилась на своём месте до 1945 года, когда немецкие солдаты, отступая от двигавшихся с запада союзных войск, взорвали Рейнский мост. При разборе завалов по окончании войны статуя первоначально не была обнаружена, но в 1949 году спрятавший её трактирщик Филипп Отто передал скульптуру властям, и она была торжественно установлена вновь, на этот раз ягодицами не в сторону Бойеля, а вверх по течению. В 1960 году скульптура была сильно повреждена вандалами, после чего на мосту пришлось установить её копию; оригинальная скульптура на протяжении нескольких десятилетий находилась в боннском ресторанчике Bonner Stuben (Вильгельмштрассе, 22), вплоть до его закрытия. Копия Мужичка с моста была демонтирована в 2007 году в связи с реконструкцией моста и установлена на вновь построенный мост в следующем году.
Боннский клуб журналистов с 2000 года вручает ежегодную Премию Мужичка с моста (нем. Bröckemännche-Preis) публичным фигурам Боннского региона, прославившимся своим нонконформистским поведением. В 2020 году премия была присуждена посмертно Людвигу ван Бетховену.